# Better Man (canción de Pearl Jam)
«Better Man» (habitualmente escrita como "Betterman") es una canción del grupo Pearl Jam, que apareció en su tercer álbum Vitalogy. Originalmente fue escrita por el cantante Eddie Vedder para su anterior grupo Bad Radio, el cual llegó a interpretarla en algunos conciertos, por lo que puede considerarse como una de las primeras canciones escritas por Vedder. Al ser, como comentara su productor Brendan O'Brien, una "descarada gran canción de pop", Pearl Jam se mostró reacio a grabarla y fue rechazada inicialmente para aparecer en el álbum Vs, debido a que era demasiado accesible. La canción también sería incluida en su álbum de recopilación de grandes éxitos Rearviewmirror: Greatest Hits 1991-2003.
A pesar de nunca ser lanzada como sencillo, "Better Man" se convirtió en una de las canciones más tocadas en las radios de los Estados Unidos. Además alcanzaría el número n.º 1 en la lista Mainstream Rock Tracks, el segundo en Modern Rock Tracks de la revista Billboard y el n.º #13 en la de Top 40 Mainstream. La canción permaneció ocho semanas en el número uno de la lista de Mainstream Rock. En la 13.ª entrega anual de premios de la Sociedad Americana de Compositores, Autores y Publicadores (ASCAP), "Better Man" fue citada como una de las canciones más tocadas del año 1995.
En los conciertos de Pearl Jam, los versos y coros del inicio de la canción son cantados frecuentemente mucho más por la audiencia que por Vedder. La canción también es interpretada junto a "Save It For Later" de The English Beat.

## Significado de la letra
Cuando la canción fue interpretada en el programa VH1 Storytellers, Eddie Vedder la introdujo como una canción acerca de las relaciones abusivas. Antes de interpretarla en un concierto de Pearl Jam, ofrecido el 3 de abril de 1994 en Atlanta, Vedder claramente dijo que "está dedicada al bastardo que se casó con mi madre". Esta canción tiene una fuerte conexión con "Alive". La cual trata sobre la historia de él mismo (Eddie Vedder), el cual toda su vida creyó que su padrasto era su padre biológico, ante lo cual un día la madre le revela que no es cierto, ya que su padre biológico había muerto. Hay un trozo de la canción que dice "Mientras estabas sentado solo en casa a la edad de trece, tu verdadero papá estaba muriendo". Todo esto lo relata la canción "Alive".

## Posiciones en listas
Toda la información está tomada de varias fuentes.
| Año  | Lista                                    | Posición |
| ---- | ---------------------------------------- | -------- |
| 1995 | Mainstream Rock Tracks en Estados Unidos | 1        |
| 1995 | Modern Rock Tracks en Estados Unidos     | 2        |
| 1995 | Top 40 Mainstream en Estados Unidos      | 13       |